# Kiso (cittadina)
Kiso (木曽町?) è una cittadina giapponese della prefettura di Nagano.